# Грунянський Іван Іванович
Іван Іванович Грунянський (нар. 13 червня 1923, село Кострина Чехо-Словаччина, тепер Великоберезнянського району Закарпатської області — 25 січня 2010, місто Київ) — український радянський діяч лісової промисловості, партійний діяч, міністр лісової і деревообробної промисловості УРСР. Депутат Верховної Ради УРСР 7—11-го скликань. Член Ревізійної комісії КПУ в 1976—1981 р.

## Біографія

Могила Івана Грунянського, Байкове кладовище

Народився в родині лісоруба. Закінчив народну школу в селі Кострина і міську школу (горожанку) у Великому Березному. Працював на лісорозробках.
У 1941—1946 роках — практикант, помічник лісника, товарознавець лісництва. З 1946 року — головний бухгалтер, головний інженер Жорнавського ліспромгоспу Закарпатської області.
У 1951 році закінчив відділення техніків-технологів технікуму лісового господарства у місті Щолково Московської області.
У 1951—1953 роках — головний інженер Буштинського ліспромгоспу; старший інженер виробничо-технічного відділу, начальник відділу праці і зарплати тресту «Закарпатліспром».
Член КПРС з 1953 року.
У 1953—1955 роках — директор Усть-Чорнянського ліспромгоспу Закарпатської області.
У 1955—1963 роках — керуючий трестом «Закарпатліспром».
У 1957 році заочно закінчив Львівський лісотехнічний інститут.
У березні 1963 — жовтні 1965 року — заступник голови виконавчого комітету Закарпатської обласної ради депутатів трудящих.
23 жовтня 1965 — 1968 року — міністр лісової, целюлозно-паперової і деревообробної промисловості Української РСР.
У 1968 — 9 листопада 1988 року — міністр лісової і деревообробної промисловості Української РСР. Голова правління Українського відділення Товариства радянсько-угорської дружби.
3 листопада 1988 року — на пенсії у Києві. Помер на 87-му році життя 25 січня 2010 року. Похований разом з родиною на Байковому кладовищі (ділянка № 49б, 50°25′2.86″ пн. ш. 30°30′4.01″ сх. д. / 50.4174611° пн. ш. 30.5011139° сх. д.).

## Нагороди
- три ордени Трудового Червоного Прапора (5.10.1957,)
- орден «Знак Пошани»
- орден Жовтневої Революції
- орден Дружби народів
- медалі
- Почесна грамота Президії Верховної Ради Української РСР (12.06.1973)
- заслужений працівник промисловості Української РСР (1983)